# Prats-du-Périgord
Prats-du-Périgord är en kommun i departementet Dordogne i regionen Nouvelle-Aquitaine i sydvästra Frankrike. Kommunen ligger i kantonen Villefranche-du-Périgord som tillhör arrondissementet Sarlat-la-Canéda. År 2022 hade Prats-du-Périgord 144 invånare.

## Befolkningsutveckling
Antalet invånare i kommunen Prats-du-Périgord
Referens:INSEE